# SEPT11
SEPT11‏ (Septin 11) هوَ بروتين يُشَفر بواسطة جين SEPT11 في الإنسان.